# Leptognathia grevae
Leptognathia grevae är en kräftdjursart som beskrevs av Kudinova-pasternak 1977. Leptognathia grevae ingår i släktet Leptognathia och familjen Leptognathiidae. Inga underarter finns listade i Catalogue of Life.